# چه ربطی به عشق دارد (فیلم ۱۹۹۳)
چه ربطی به عشق دارد؟ (به انگلیسی: What's Love Got to Do with It) نام فیلمی زندگی‌نامه‌ای است که در سال ۱۹۹۳ به کارگردانی برایان گیبسون و بر پایهٔ زندگی تینا ترنر، خوانندهٔ معروف موسیقی پاپ ساخته شد. آنجلا باست موفق شد برای بازی در این فیلم در رشتهٔ بهترین بازیگر نقش اول زن نامزد دریافتِ جایزه اسکار شود.

## داستان
فیلم داستان ستاره راک تینا ترنر و چگونگی ستاره شدن او با وجود همسر نامهربانش و به‌دست آوردن جرئت برای رها کردن خود را روایت می‌کند.